# Тяга до підборіддя
Тяга до підборіддя — це базова вправа в бодибілдингу, яку застосовують для побудови дельтоподібних м'язів (головним чином середньої головки), та трапецієподібніх м'язів. Особливістю вправи є сам вектор навантаження, що змушує м'язи плеча скорочуватися під незвичним для них кутом. Завдяки цьому тяга штанги до підборіддя стоячи, особливо, якщо робити її середнім, а не вузьким хватом дозволяє швидко додати обсягу середньому пучку і помітно поліпшити його форму, надаючи плечам вигляду гарматних ядер. Ширина хвата в такий тязі грає важливу роль: при вузькій постановці рук велика частина навантаження йде в трапеції, при середній — в дельтоподібні м'язи.

## Техніка виконання вправи

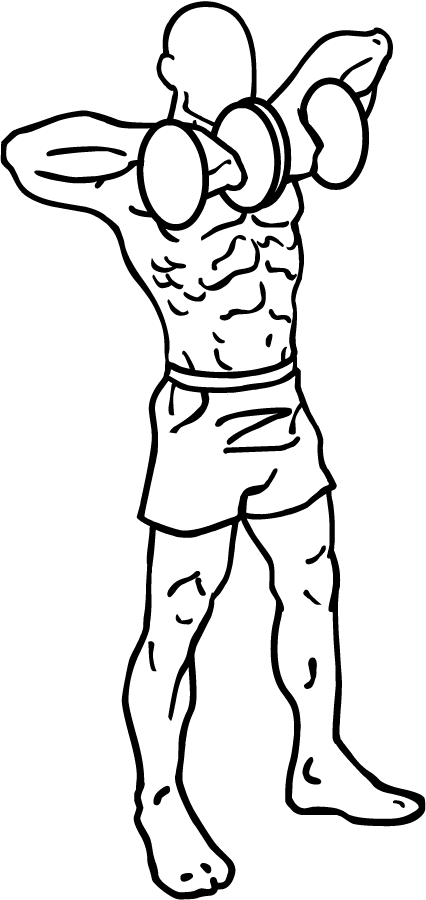
Тяга до підборіддя з двома гантелями

Вправа може виконуватися з однією гантеллю (або двома гантелями одночасно), зі штангою, з млинцем від штанги, на нижньому блоці, з еспандером або в машині Сміта. Пошагова техніка виконання вправи наступна:
- Зайняти вихідне положення тіла: стоячи
- Візміть гриф штанги хватом зверху (хват трохи вже ширини плечей) і станьте прямо. Трохи нахиліться уперед, м'язи пресу напружте, дивіться уперед.
- Зробіть вдох, та розводячи лікті в сторону, потягніть їх вертикально вгору.
- Досягнувши верхньої точки, видихніть, плавно опустіть штангу у вихідне положення

## Небезпека тяга штанги до підборіддя
Небажано виконувати вправу не розім'явшись. Також не варто виконувати її після жиму штанги лежачи, оскільки в цій вправі велике навантаження лягає на роторну манжету плеча. При виконанні тяги не рекомендується розгойдувати штангу, або переміщувати її ривками, оскільки це може привести до ушкодження м'язів. Якщо спина і черевні м'язи слабкі, то для запобігання травм хребта є сенс використовати атлетичний пояс і кистьові лямки. Занадто великі вагу може викликати порушення техніки та підвищити ризик травм, небажані форсовані і негативні повторення, а також читінг зважаючи на складність і потенціальну небезпеку вправи.
Тяга штанги до підборіддя вузьким хватом є досить небезпечною вправою для м'язів плеча. Обумовлено це біомеханікою виконання руху. При вертикальному переміщенні штанги вгору виникає субакроміальний синдром (перевантаження сухожиль ротаторної манжети плеча). Причина цього — тиск лопатки на капсулу плечового суглоба при підйомі руки вгору. Тому, силовий стиль виконання цієї вправи із середнім (7-9 повторень в підході) є потенційно небезпечним, оптимальний варіант — виконання руху з великим (12-15) числом повторень.
Альтернативою штанзі можуть стати гантелі або тренажер Сміта. Але навіть у цьому випадку небезпека отримання травми плеча залишається. Аби мінімізувати негативний вплив тяги до підборіддя на здоров'я плечового поясу її краще замінити на зовсім інші вправи для дельтоподібних м'язів, наприклад на розведення з гантелями однією рукою у нахилі.
Цю вправу небажано виконувати представникам бойових мистецтв, оскільки вона призводить до закріпощення плечового поясу та зменшує швидкість рухі верхніх кінцивок. Силове тренування для бійців краще будувати на інших вправах для плеч, наприклад — розведеннях рук з гантелями стоячи.